# Expression Encoder
Expression Encoder (antes llamado Expresssion Media Encoder), es un programa de Windows para la codificación digital de audio y vídeo medios de comunicación. Cuenta con un moderno interfaz de usuario y una línea de comandos de control. Codificador expresión se puede usar para crear vídeo comprimido en VC-1 destinados a Microsoft Silverlight.
Está diseñado para agilizar la mejora y la publicación de activos de vídeo para su visualización en la Web en varias plataformas con “Windows Presentation Foundation/Everywhere” (“WPF/E”)*. Con Expression Media Encoder, puede importar, recortar y mejorar vídeos desde varias fuentes, añadir metadatos, marcadores y superposiciones, entre otras opciones. Cree trabajos y plantillas personalizadas para una publicación automatizada, o bien utilice potentes funciones de línea de comandos para integrarse en su flujo de trabajo existente, incluso en el servidor